# 나는 왕이다
"나는 왕이다"는 한국에서 제작된 임권택 감독의 1966년 영화이다. 태현실 등이 주연으로 출연하였다.

## 출연

### 주연
- 태현실
- 강신성일
- 김승호

## 기타
- 조명: 김석진
- 미술: 박석인